# Bana Tibor
Bana Tibor (Körmend, 1985. december 1. –) magyar politikus, a Jobbik Magyarországért Mozgalom egykori országgyűlési képviselője, alelnöke, Vas megyei elnöke. 2020-tól 2022-ig független parlamenti képviselőként dolgozott.

## Életpályája
Anyai ágon Vas megyei, apai ágon Baranya megyei, ormánsági származású. Hívő reformátusként megtisztelő számára, hogy 2012 januárjában a Szentgotthárdi Református Egyházközség presbitere lett, mely tisztségében 2017-ben megerősítette a gyülekezet. 
2004-ben érettségizett a szombathelyi Nagy Lajos Gimnáziumban. Az ötéves képzés sikeres teljesítése után 2009-ben szerezte meg kiváló minősítésű, politológus-közgazdász szakos diplomáját a Budapesti Corvinus Egyetemen. Német nyelvből 2007-ben általános felsőfokú C típusú, angol nyelvből 2008-ban közgazdasági szaknyelvi középfokú C típusú nyelvvizsgát szerzett. Jelenleg a Pécsi Tudományegyetem Demográfia és Szociológia Doktori Iskolájának másodéves hallgatója, kutatási témája fókuszát a Vas megyei kistelepülések jelentik. 
2009 szeptemberétől 2010 májusáig Balczó Zoltán európai parlamenti képviselő belföldi asszisztenseként tevékenykedett.
Politikai pályafutását a MIÉP Ifjúsági Tagozatában kezdte 2004-ben, egy évig a szervezet országos elnöke volt. 2006 őszén a belső visszásságok miatt kilépett a MIÉP IT-ből.
2007 elején a Jobbik Vas megyei szervezője lett. 2008 decemberében Vas megyei elnökké választották, mely tisztségében négy alkalommal, 2010-ben, 2012-ben, 2014-ben és 2016-ban is megerősítette a megyei választmány. 2018-ban, országos alelnökké választását követően lemondott a megyei elnökségről. 2018. május 12-én volt pártjának Kongresszusa országos alelnökké választotta, ezt a tisztséget 2020. január 25-éig töltötte be. 2020. február 2-án a Vas megyei küldöttek egyhangú támogatásával ismét megyei elnök lett. 2020. március 2-án kilépett a Jobbikból, azóta egyetlen Vas megyei ellenzéki, független országgyűlési képviselőként dolgozik.
A 2010-es országgyűlési választásokon Vas megye 5. számú, Körmend központú választókerületében indult egyéni képviselőjelöltként. Szocialista ellenfelét megelőzve, 15,6%-os eredménnyel a második helyen végzett. A 2014-es parlamenti választásokon szintén a Körmend központú, de már 3. számú, 127 települést tartalmazó körzetben indult, 22,02%-os támogatottsággal szerezte meg a második helyet. 2018-ban 26,81%-ot szerzett, Szentgotthárdon 41,6% lett az egyéni eredménye. 2010-ben, 2014-ben és 2018-ban is országos listáról lett tagja az Országgyűlésnek.
A 2010-2014-es ciklusban az Európai Ügyek Bizottságának tagjaként, valamint 2012 tavaszától az Innovációs és Fejlesztési Eseti Bizottság alelnökeként tevékenykedett. 2012 őszétől frakcióigazgató-helyettesként segítette képviselőcsoportja munkáját. Az előző ciklusban a Jobbik frakcióigazgatójaként és az Európai Ügyek Bizottságának alelnökeként dolgozott, utóbbi feladatot a mostani ciklusban 2020. március 2-áig látta el. Szakterülete az európai uniós politika, ezért független parlamenti képviselőként is az Európai Ügyek Bizottságának tagja maradt.
2020 márciusában közösségi oldalán jelentette be, hogy kilép a Jobbik frakciójából és a pártból, mivel elégedetlen volt a Jakab Péter-féle új pártvezetés irányvonalával és módszereivel.
A 2021-es magyarországi ellenzéki előválasztáson immár a Mindenki Magyarországa Mozgalom, a Közösen Vas Megyéért Egyesület és a Közösen Szentgotthárdért Egyesület jelöltjeként indult és győzött a Körmend központú Vas megyei 3. sz. országgyűlési egyéni választókerületben. A 2022-es parlamenti választáson azonban vereséget szenvedett a fideszes V. Németh Zsolttól, és mivel listán ezúttal nem szerepelt, 12 év után távozott a parlamentből.